# Nemzetközi Automobil Szövetség
A Nemzetközi Automobil Szövetség (franciául: Fédération Internationale de l’Automobile, rövidítve FIA) létrehozását, a 19. század végén elterjedt és egyre gyakoribb autóversenyek nemzetek közöttivé válása tette szükségessé, hogy alakuljon egy olyan szervezet, mely szabályozza ezen autóversenyeket.
1904. június 20-án Párizsban megalakult a Nemzetközi Autóklubok Szövetsége (franciául: Association Internationale des Automobile Clubs Reconnus, AIACR) amely világszervezetként összefogja és irányítja az autósportot a World Motorsport Council (Autósport Világtanács) vezetésével.
1922 óta tagja a Nemzetközi Sportjáték Tanácsnak (franciául: Commission Sportive Internationale, CSI) és annak autonóm szervezete Fédération Internationale du Sport Automobile (FISA) néven.
1993-ban kivált a FISA-ból és önállóan irányítja a motorsportot a FIA.
1946-ban létrehozták a Formula–1 géposztályt, és 1950-től kiírták a Formula–1 világbajnokságot sportkocsi kategóríában a vezetők részére.
2008-ban 125 ország 222 nemzeti szövetsége volt a FIA tagja. 

## Világversenyek
- Formula–1 világbajnokság a vezetők részére, évente 1950-től.
- Formula–1 világbajnokság a konstruktőröknek, évente 1958-tól.
- Rali-világbajnokság vezetők 1973-óta évente (WRC)
- Rali-világbajnokság konstruktőrök 1973-óta évente (WRC)
- Túraautó-világbajnokság 1987-ben, 2005-óta évente
- GP2 Series világbajnokság 2005 óta évente
- GP3 Series világbajnokság 2011 óta
- GT vb
- GT3 vb
- Gokart vb
- Europai tura autó kupa
- Truck Racing kamionok részére 1985 óta (FIA European Truck Racing Championship, FIA ETRC).
- Cross világkupa
- Europai rally kupa

## Elnökök
| Elnök                                                    | Hivatali idő |
| -------------------------------------------------------- | ------------ |
| Association Internationale des Automobile Clubs Reconnus |              |
| Etienne van Zuylen van Nijevelt                          | 1904–1931    |
| Robert de Vogüé                                          | 1931–1936    |
| Jehan de Rohan-Chabot                                    | 1936–1946    |
| Fédération Internationale de l'Automobile                |              |
| Jehan de Rohan-Chabot                                    | 1946–1958    |
| Hadelin de Liedekerke Beaufort                           | 1958–1963    |
| Filippo Caracciolo di Castagneto                         | 1963–1965    |
| Wilfrid Andrews                                          | 1965–1971    |
| Amaury de Merode                                         | 1971–1975    |
| Paul Metternich                                          | 1975–1985    |
| Jean-Marie Balestre                                      | 1985–1993    |
| Max Mosley                                               | 1993–2009    |
| Jean Todt                                                | 2009–2021    |
| Mohammed bin Szulajm                                     | 2021–        |